# Емельянов, Валерий Михайлович
Валерий Михайлович Емельянов (1954—2008) — советский и российский физик, специалист в области физики элементарных частиц, физики высоких энергий.

## Биография
В 1977 году окончил МИФИ. В 1980 году получил учёную степень кандидата, а в 2002 доктора физико-математических наук. До конца своей жизни работал в МИФИ сначала в должности доцента, а c 2004 г. — профессора, заведующего кафедрой «Физика элементарных частиц».

## Научная деятельность
Опубликовал 3 монографии и 138 научных работ. Индекс Хирша 65.